# Elevacion (liturgia)

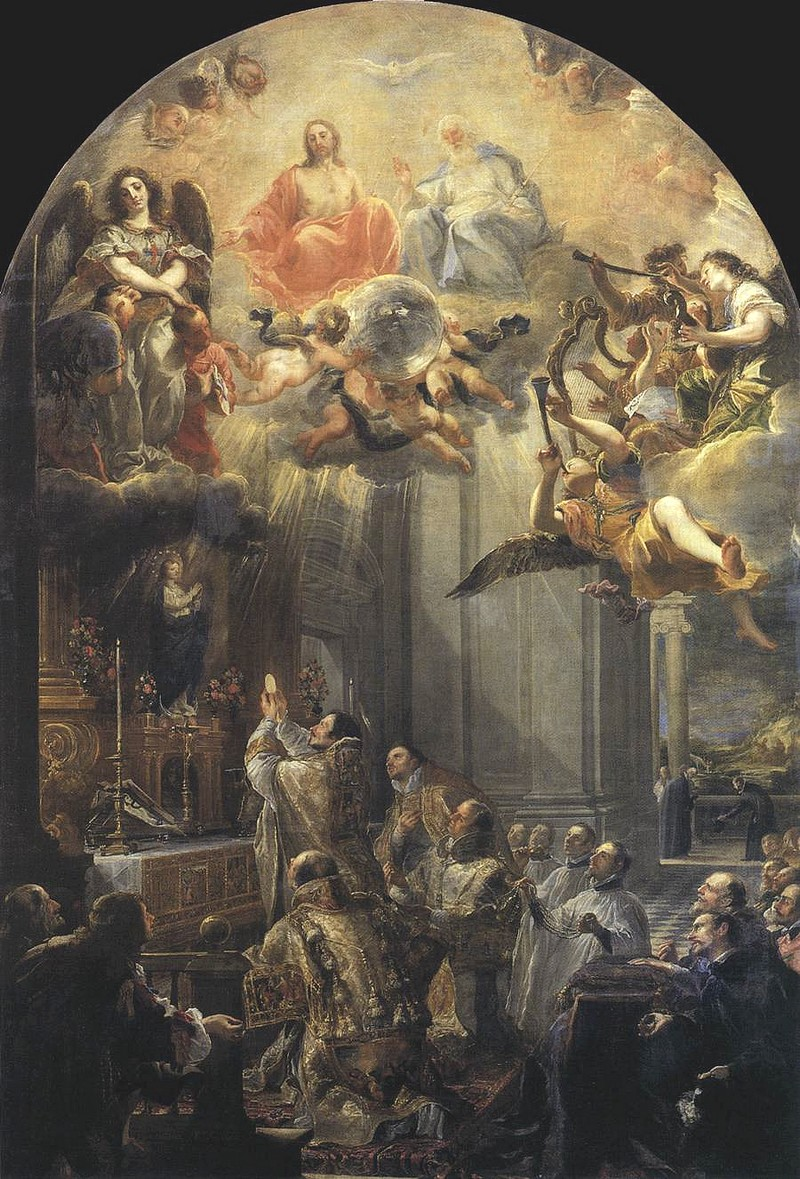
Elevación de la Hostia, con visión de San Juan de Matha, pintura de Juan Carreño de Miranda, 1666

En la  Liturgia cristiana Cristiandad oriental y en la Occidental, la práctica de la elevación es una elevación ritual de la  Sagrada Hostia que contiene el Cuerpo de Cristo y del cáliz con la Sagrada sangre de Cristo consagrados durante la celebración de la Eucaristía. El término se aplica especialmente a aquello por lo que, en el Rito Romano católico de la Misa, el Sagrado Cuerpo de Cristo (Hostia) y el cáliz que contiene la Preciosísima Sangre de Cristo son elevados y mostrados a la congregación inmediatamente después de ser consagrados.

## Antecedentes

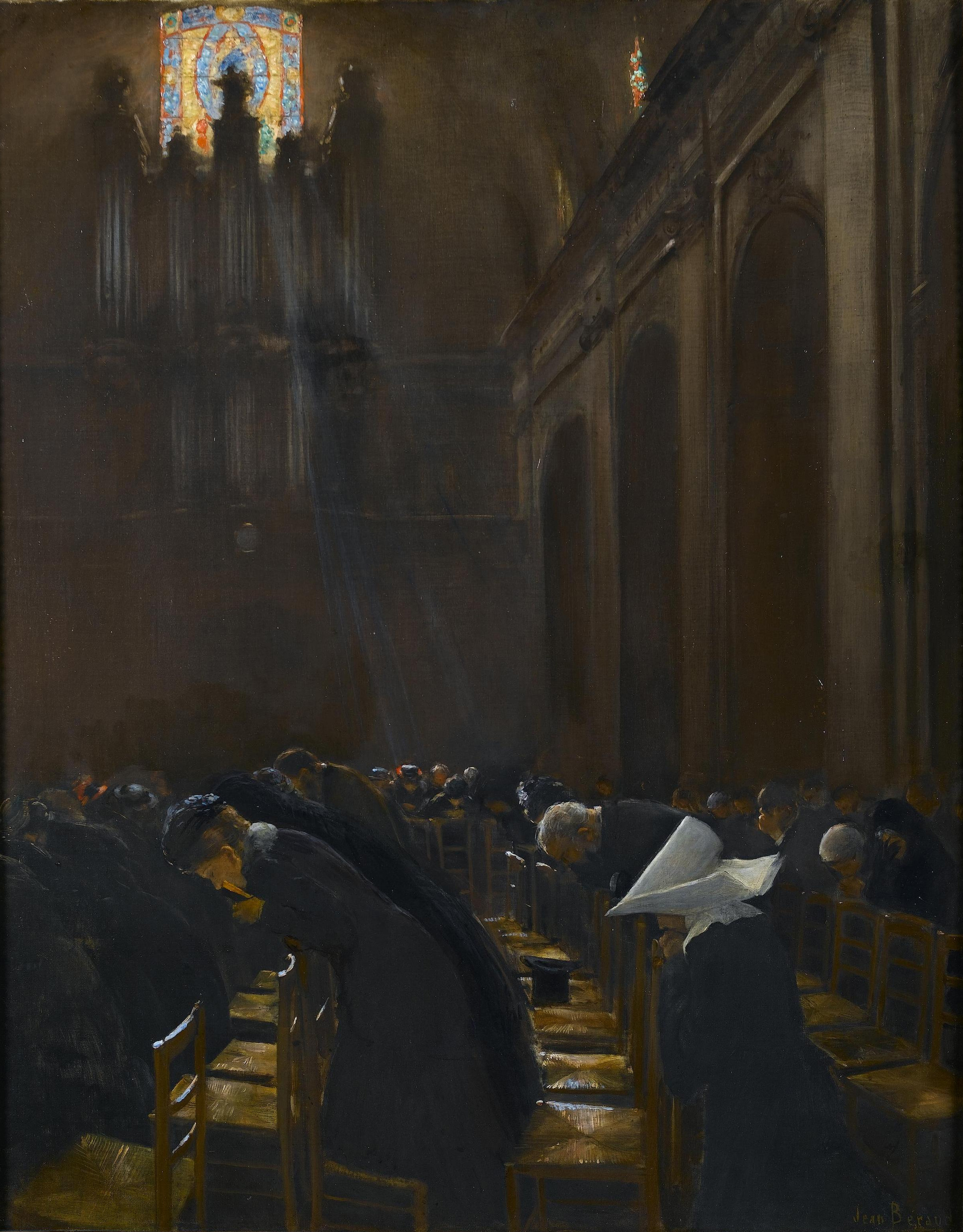
The Elevation of the Host del pintor francés Jean Béraud (1849–1936)

Algunas liturgias cristianas tienen una elevación del Santísimo Sacramento, antes del Rito de la Comunión, que muestra a la congregación, como un acto de reverencia, a Quién están a punto de recibir. La Elevación ya se practicaba en la época de las Constituciones Apostólicas.
En el Rito bizantino, esta elevación tiene lugar como la última exclamación, es decir, exclamación audible, del sacerdote antes de la Comunión. Levanta la  Sagrada Hostia ligeramente por encima de la patena y exclama: Τὰ ἅγια τοῖς ἁγίοις, es decir, Las cosas santas (consagradas) (el Cuerpo y la Sangre de Cristo) para el pueblo santo (consagrado). En respuesta, el pueblo, o más bien el coro, aclama: "Uno es santo, uno es el Señor, Jesucristo en la gloria de Dios Padre" o palabras similares. La frase "Las cosas santas para el pueblo santo" se encuentra en las Constituciones Apostólicas, y también en el  Rito Mozárabe, pero en un punto diferente.
En el Rito Romano de Misa, esta elevación va acompañada de las palabras Ecce Agnus Dei. Ecce qui tollit peccata mundi (He aquí el Cordero de Dios. He aquí el que quita los pecados del mundo), haciendo eco de las palabras de Juan el Bautista en Juan, 1:29.

## Rito Romano

### Las elevaciones posteriores a la consagración
El propósito de las dos elevaciones por las cuales, primero, el Hostia y luego el Cáliz, son elevados después de que el sacerdote ha pronunciado las  palabras de la consagración como está indicado en las rúbricas del Misal Romano, que incluso para la Misa Tridentina ordenan al sacerdote "mostrar al pueblo" la Hostia y el Cáliz.
La elevación por encima del nivel de la cabeza del sacerdote es necesaria para que éste, sin volverse, muestre el elemento consagrado al pueblo, cuando éste se encuentra detrás de él. En consecuencia, el Misal Romano Tridentino instruye al sacerdote para que eleve la Hostia o el Cáliz tan alto como pueda cómodamente.
Estas elevaciones son una introducción tardomedieval en el Rito Romano. La costumbre comenzó en el norte de Europa y fue aceptada en Roma sólo en el siglo XIV. Al principio, la única elevación en este punto era la de la Hostia, sin ninguna del Cáliz. El primer obispo conocido que ordenó mostrar la Hostia fue Obispo Eudes de Sully de París (1196-1208). Esta costumbre se extendió rápidamente, pero la de mostrar el Cáliz apareció más tarde y no fue universal y nunca ha sido adoptada por los cartujos. Las genuflexiones para acompañar las elevaciones aparecieron aún más tarde y se convirtieron en parte oficial del rito sólo con el Misal Romano del Papa Pío V de 1570.
El propósito de mostrar la Hostia al pueblo es que puedan adorarla.  Ya en el siglo XII se elevaba con este fin desde la superficie del altar hasta el nivel del pecho del sacerdote, mientras éste pronunciaba las palabras de la consagración. Por temor a que la gente adorase la Hostia incluso antes de la consagración, en el siglo XIII los obispos prohibieron a los sacerdotes elevarla a la vista de los demás antes de pronunciar las palabras. La práctica de elevar la Hostia a la vista de los fieles inmediatamente después de la consagración pretendía ser un signo de que el cambio del pan al Cuerpo de Cristo se había producido en ese momento, en contra de la opinión de quienes sostenían que el cambio sólo se producía cuando el pan y el vino habían sido consagrados.
La exhibición de la Hostia y su contemplación atrajeron una inmensa atención. Las historias sobre los privilegios que se obtenían con ello se extendieron por todas partes: "La muerte súbita no podía sucederle. Estaba a salvo del hambre, de las infecciones, del peligro del fuego, etc." "Heave it higher, Sir Priest" era el grito de los que estaban ansiosos por ver la elevación, o "Hold, Sir Priest, hold". Al parecer, se introdujo el toque de una campana de aviso con el fin de permitir a la gente entrar en la iglesia durante el breve tiempo necesario para véase la elevación de la Hostia. David Aers escribe: "La misa medieval tardía era para la gran mayoría de los cristianos un espectáculo en el que la piadosa asistencia a la exhibición del cuerpo de Cristo garantizaba una serie de beneficios reiterados sin cesar". "La Hostia era algo para ser visto, no para ser consumido", explica Eamon Duffy, "el punto culminante de la experiencia laica de la Misa".